# 门希贝格
门希贝格是德国巴伐利亚州的一个市镇。总面积24.15平方公里，总人口2521人，其中男性1244人，女性1277人（2011年12月31日），人口密度104人/平方公里。